# Taco Charlton
Vidauntae Charlton, detto Taco (Pickerington, 7 novembre 1994), è un giocatore di football americano statunitense che milita nel ruolo di defensive end per i Chicago Bears della National Football League (NFL).

## Carriera universitaria
Charlton al college giocò a football con i Michigan Wolverines dal 2013 al 2016, divenendo titolare nell'ultima stagione. Quell'anno fece registrare 38 tackle e guidò la squadra con 10 sack, venendo inserito nella formazione ideale della Big Ten Conference.

## Carriera professionistica

### Dallas Cowboys
Il 27 aprile 2017, Charlton fu scelto come 28º assoluto nel Draft NFL 2017 dai Dallas Cowboys. Debuttò come professionista subentrando nella gara del primo turno vinta contro i New York Giants. Il primo sack in carriera lo mise a segno nella settimana 9 su Alex Smith dei Kansas City Chiefs.
Il 18 settembre 2019 Charlton fu svincolato dai Cowboys dietro sua richiesta.

### Miami Dolphins
Il 19 settembre 2019 Charlton firmò con i Miami Dolphins. Il 30 aprile 2020, dopo una sola stagione in cui realizzò 21 tackle e un primato personale di 5 sack in 10 partite, venne svincolato.

### Kansas City Chiefs
Il 2 maggio 2020 Charlton firmò con i Kansas City Chiefs. Nel marzo del 2021 firmò un nuovo contratto di un anno.